# Banco Central de Azerbaiyán
El Banco Central de la República de Azerbaiyán (en azerí: Azərbaycan Respublikasının Mərkəzi Bankı) es el banco central o banco de reservas de Azerbaiyán. Su edificio, se encuentra en Bakú. El gerente del banco central es Elman Rustamov.

## Historia
Después de la creación de la República Democrática de Azerbaiyán el 28 de mayo de 1918 en el territorio de Azerbaiyán continuó funcionar el departamento del banco estatal de Rusia. El 16 de septiembre de 1919 fue aprobado el Carta del Banco Estatal de Azerbaiyán y el 30 de septiembre el mismo banco comenzó a funcionar. 
En 1920 después de la caída de la República Democrática de Azerbaiyán, el sistema bancario fue reestructurado. El 31 de mayo de 1920 el Banco Estatal de Azerbaiyán fue denominado al Banco Popular de Azerbaiyán.  
Por la decisióm del Consejo del Comité Popular de Azerbaiyán desde el 16 de octubre de 1921 fue creado el Banco Estatal. El 12 de marzo de 1922 Azerbaiyán entró en República Federal Socialista Soviética de Transcaucasia, el 30 de diciembre del mismo año — ha sido el miembro de la URSS. En el enero de 1923 fue comenzado el reforma monetaria. Fue introdujo una moneda única.
En 1923 fue creado el Banco Estatal de la URSS y en Bakú fue establecido la oficina republicana del Banco Estatal de la URSS. 
El 18 de octubre de 1991, Azerbaiyán declaró su independencia. El 25 de mayo de 1991 fue aprobado la ley constitucional "sobre las bases de la independencia económica de la República de Azerbaiyán" y su 14 artículo estableció la base legal del sistema bancario independiente. El Banco Central de la República de Azerbaiyán fue establecido el 11 de febrero de 1992, por decreto presidencial, que oficialmente se sustituirán el poder azerbaiyano de Gosplan.
El objetivo principal del banco central de Azerbaiyán es el de regular la moneda en circulación, mediante la implementación de la política monetaria, combatir la inflación y del mantenimiento de la estabilidad económica en Azerbaiyán. Es el responsable de la acuñación de monedas y billetes de curso legal, el Manat azerí, que se introdujo en 1992.
Las leyes sobre el Banco Nacional de la República de Azerbaiyán de 1992, 1996 y 2004 establecieron, mejoraron y desarrollaron el estatuto legal y poder del Banco central. En 2009 el Banco Nacional fue denominado al Banco Central de la República de Azerbaiyán.

## Estructura
En concorancia de la Ley de la República de Azerbaiyán sobre el Banco central de la República de Azerbaiyán desde el 10 de diciembre de 2004 el objetivo principal de la actividad del Banco Central es garantizar la estabilidad de los precios en el marco de su autoridad. Entre los otros objetivos del Banco Central de la República de Azerbaiyán también hay garantía de la estabilidad y desarrollo de los sistemas de los pagos y bancario.
Las funciones del Banco Central son siguientes:
- Determinar y realizar la política monetaria y cambiaria.
- Organizar la circulación monetaria.
- Emitir las unidades monetarias y sacarlos de la circulación monetaria.
- Determinar y declarar el tasa oficial de cambio de manat.
- Garantizar la regulación y control monetaria e concordancia con la legislación.
- Licenziar y regular las operaciones bancarias y garantizar el control bancario en concordancia con la ley.
- Determinar, coordinar y regular el funcionamiento de los sistemas de los pagos y realizar su control en concordancia con la legislación.